# Taeniodera dessumi
Taeniodera dessumi är en skalbaggsart som beskrevs av Ruter 1972. Taeniodera dessumi ingår i släktet Taeniodera och familjen Cetoniidae. Inga underarter finns listade i Catalogue of Life.